# Andreas Bausch (Wirtschaftswissenschaftler)
Andreas Bausch (* 8. November 1965) ist ein deutscher Wirtschaftswissenschaftler und seit 2010 Professor für Strategisches und Internationales Management an der Justus-Liebig-Universität Gießen.

## Werdegang
Nach seinem Studium der Betriebs- und Volkswirtschaftslehre an der Justus-Liebig-Universität Gießen promovierte Bausch im Jahr 1996 in Gießen bei Dietger Hahn. Es folgte eine Tätigkeit bei der Siemens AG als Projektleiter für Mergers & Acquisitions in der Zentralabteilung Unternehmensentwicklung in München, die er von 1996 bis 1999 ausübte. Im Anschluss erhielt er eine Stelle an der Professur für industrielles Management und Controlling der Justus-Liebig-Universität Gießen, dort habilitierte er und erwarb dadurch die Venia legendi. Im Jahr 1997 wurde er mit dem Konrad-Mellerowicz-Preis für hervorragende Forschung in den Wirtschaftswissenschaften ausgezeichnet.
Es folgte eine Tätigkeit als Gastprofessor an der Kansas State University, bis Bausch im Jahr 2004 den Ruf  auf die Professur für Strategisches Management und Controlling der Jacobs University Bremen erhielt. Dort gründete er auch das Executive MBA-Programm in European Utility Management. Im Jahr 2006 erhielt er einen Ruf an die Friedrich-Schiller-Universität Jena, wo er den Lehrstuhl für Internationales Management innehatte. In 2010 wechselte er schließlich nach Gießen.

## Weitere Tätigkeiten und Mitgliedschaften
Bausch ist  wissenschaftlicher Leiter des Center for Management Studies (CMS), außerdem Dozent für Führungskräfte und Führungsnachwuchskräfte in verschiedenen Programmen. Des Weiteren ist er als Mitglied und Gutachter bei verschiedenen Institutionen u. a. der Academy of Management, der Strategic Management Society, der Academy of International Business, dem Verband der Hochschullehrer für Betriebswirtschaft sowie im Editorial Board der Review of Managerial Science tätig.

## Forschungsschwerpunkte
- Strategisches und Internationales Management
- Evidence-based Management
- Mergers & Acquisitions
- Wertorientierte Unternehmensführung
- Entrepreneurship

## Publikationen

### Monographien
- A. Bausch: Strategische und strukturelle Gestaltung industrieller Unternehmungszusammenschlüsse: Eine Untersuchung für strategisch intendierte Transaktionen aus Sicht wachsender Unternehmungen. Gabler-Verlag, Wiesbaden 2003, ISBN 3-8244-9121-4.
- A. Bausch: Planung von integrierten Geschäfts-, Funktions- und Regional-strategien im Industriekonzern – Ein ganzheitlicher Ansatz mit derivativer und originärer Regionalstrategieplanung. Gießen 1996, ISBN 3-927835-79-X.

### Beiträge in wissenschaftlichen Zeitschriften (Auswahl)
- P. S. Kraft, A. Bausch: How Do Transformational Leaders Promote Exploratory and Exploitative Innovation? Examining the Black Box through MASEM. In: Journal of Product Innovation Management. Vol. 33, 2016, S. 687–707.
- T. Büschgens, A. Bausch, D. Balkin: Organizational culture and innovation – A meta-analytic review. In: Journal of Product Innovation Management. Vol. 30, 2013, S. 763–781.
- N. Rosenbusch, A. Rauch, A. Bausch: The Mediating Role of Entrepreneurial Orientation in the Task Environment–Performance Relationship: A Meta-Analysis. In: Journal of Management. Vol. 39, No. 3, 2013, S. 633–659.
- V. Müller, N. Rosenbusch, A. Bausch: Success Patterns of Exploratory and Exploitative Innovation: A Meta-Analysis of the Influence of Institutional Factors. In: Journal of Management. Vol. 39, Nr. 6, 2013, S. 1606–1636.
- T. Büschgens, A. Bausch, D. B. Balkin: Organizing for radical innovation – a multi-level behavioral approach. In: Journal of High Technology Management Research. Vol. 24, No. 2, 2013, S. 138–152.
- A. Enke, A. Bausch: A Meta-Analytic Review of the Ambidexterity-Performance Relationship. In: European Journal of Management. Vol. 13, No. 2, 2013, S. 23–34.

### Beiträge in praxisorientierten Zeitschriften (Auswahl)
- A. Bausch, T. Fritz, S. Werthschulte, T. Schumacher, A. Holst, T. Schiegg: Wettbewerbsmarkt Energie – Managementkompetenzen als Schlüsselfaktor für den Unternehmenserfolg. In: ew – Energiewirtschaft. Heft 13/14, 2007, S. 34–39.
- A. Bausch, S. Werthschulte, T. Schumacher, A. Holst, T. Fritz: Zukünftige Herausforderungen für das Management von EVU. In: et – Energiewirtschaftliche Tagesfragen. Heft 6, 2007, S. 28–31.
- A. Bausch, T. Fritz, S. Werthschulte, A. Holst: Was macht Energieversorger erfolgreich? In: et – Energiewirtschaftliche Tagesfragen. Heft 12, 2005, S. 912–917.

### Sammelwerke
- A. Bausch, B. Schwenker (Hrsg.): Handbook Utility Management. Springer-Verlag, Berlin u. a. 2009, ISBN 978-3-540-79348-9.

### Beiträge in Sammelwerken (Auswahl)
- A. Bausch, A. Buske, W. Hagemeier: Performance-Messung zur Steuerung von Unternehmen, Traditionelle und wertorientierte Performance-Maße. In: W. Funk, J. Rossmanith (Hrsg.): Internationale Rechnungslegung und Internationales Controlling. 2. Auflage. Wiesbaden 2011, S. 355–386.
- A. Bausch, M. Hunoldt, L. Matysiak: Superior performance through value-based management. In: A. Bausch, B. Schwenker (Hrsg.): Handbook Utility Management. Berlin u. a. 2009, S. 15–36.
- A. Bausch: Branchen- und Wettbewerbsanalyse im strategischen Management. In: D. Hahn, B. Taylor (Hrsg.): Strategische Unternehmungsführung – Strategische Unternehmungsplanung. 9. Auflage. Berlin/Heidelberg 2006, S. 195–214.
- A. Bausch, M. Glaum: Unternehmenskooperationen und Unternehmens-akquisitionen als alternative Wachstumsformen – Theoretische Erklärungsansätze und empirische Befunde. In: N. Bach, W. Buchholz, B. Eichler (Hrsg.): Festschrift für Prof. Dr. W. Krüger, Geschäftsmodelle für Wertschöpfungsnetzwerke. Wiesbaden 2003, S. 41–77.
- A. Bausch, G. Walter: Controlling in jungen High-Tech-Unternehmen. In: U. Hommel, T. Knecht (Hrsg.): Wertorientiertes Start-Up-Management. München 2002, S. 429–457.

### Rezensionen
- A. Bausch, M. Krist: Book review on “Strategy Process: Shaping the Contours of the Field” by Chakravarthy, B., Mueller-Stewens, G., Lorange, P., Lechner, C. (Ed.), Malden, MA, 2003. In: Academy of Management Executive. Vol. 3, 2003, S. 157–158.

### Konferenzpapiere
- T. Bunz, A. Bausch: Empirical Research on Dynamic Capabilities – Different Understandings and their Implications, Paper submitted to the 14th European Academy of International Business (EURAM) Annual Conference, Valencia, Spain 2014. (accepted)
- P. Dahlgrün, A. Bausch: Trust in Outsourcing Relationships: A Meta-Analysis, Paper submitted to the Academy of International Business (AIB) 2014 Annual Meeting, Vancouver, Canada 2014. (accepted)
- A. Enke, A. Bausch: A Meta-Analytic Review of the Ambidexterity-Performance Relationship, Paper submitted to the 2013 Strategic Management Society (SMS) Annual International Conference, Atlanta, USA 2013. (accepted)
- A. Enke, A. Bausch: A Meta-Analytic Review of the Ambidexterity-Performance Relationship, Paper submitted to the International Academy of Business and Economics (IABE) 2013 Summer Conference, Bangkok, Thailand  2013. (accepted)

### Andere Publikationen (Auswahl)
- A. Bausch, S. Pfannes, M. Wahrendorff, T. Bunz, A. Enke: Deutschlands Top500 – Mit kontinuierlicher Transformation zu Spitzenleistungen. Kronberg/Gießen 2012.
- A. Bausch, W. Hagemeier, A. Holst, G. Altenkirch, M. Eden, T. Schiegg, N. Baumann, M. Hunoldt, L. Matysiak: Phönix-Report, Eine evidenzbasierte Analyse europäischer Unternehmen auf dem Weg zur High Performance. 1. Teil, Berlin/Gießen 2011.
- A. Bausch, W. Hagemeier, A. Holst, G. Altenkirch, M. Eden, T. Schiegg, N. Baumann, M. Hunoldt, L. Matysiak: Phönix-Report, Eine evidenzbasierte Analyse europäischer Unternehmen auf dem Weg zur High Performance. 2. Teil, Berlin/Gießen 2011
- A. Bausch, A. Holst, S. Kittel, M. Nolte, T. Schiegg, S. Werthschulte: Value Creator IV, Eine empirische Untersuchung von Energieversorgungsunternehmen in Deutschland, Österreich und der Schweiz. Bremen/Kronberg 2009